# Hoplosphyrum griseus
Hoplosphyrum griseus är en insektsart som först beskrevs av Philippi 1863.  Hoplosphyrum griseus ingår i släktet Hoplosphyrum och familjen Mogoplistidae. Inga underarter finns listade i Catalogue of Life.